# Lissoclinum midui
Lissoclinum midui是一種海鞘，屬於二段海鞘科髕骨海鞘屬，是一種由琉球大學的廣瀨裕一與廣瀨慎美子於2011年在琉球的久米島發現的新物種。2014年，二人與時任台灣中央研究院的野澤洋耕在台灣綠島亦有發現本物種。有球形針狀體（globular spicules）。